# Otto van der Leck

Wapen Otto van der Leck: 1ste en 4de kwartier Polanen, 2de en 3de kwartier Bergh

Otto van der Leck (ca. 1370 - 20 okt 1428) begraven in de kerk van 's Heerenberg, heer van Hedel en Almsteen, ridder 1396. Hij was vanaf 1392 ambtman in Kleve.
Hij was de zoon van Jan II van Polanen heer van Polanen en van der Lecke en diens derde vrouw Margaretha van der Lippe (dochter van Otto van Lippe en Irmgard van der Mark)
Otto is ondanks zijn huwelijk met de erfdochter van Bergh nooit heer van Bergh geweest, zijn echtgenote Sophia overleed eerder dan haar vader. Bij diens dood in 1416 volgde zijn kleinzoon Willem II van der Leck hem op.

## Huwelijk en kinderen
Hij trouwde voor 1396 met Sophia van den Bergh (circa 1370 - 27 mei 1412) erfdochter van den Bergh en Bylandt. Zij was de dochter van Frederik III († 1416) heer van den Bergh en Bylandt, en Catharina van Buren.
Otto verkreeg uit zijn huwelijk met Sophia één kind:
- Willem II van der Leck (1404-1465), heer van den Bergh vanaf 1416